# Nuovo Mondo selvaggio
Nuovo Mondo selvaggio (Wild New World), conosciuto anche con il titolo di Prehistoric America, è una serie televisiva della BBC composto in sei puntate che narra della vita delle più bizzarre creature che hanno dominato il Nord America durante il Pleistocene.

## Episodi
Gli episodi della serie sono state girate in alcune zone climatiche fredde e calde del Nord America, dal nord-ovest dell'Alaska fino all'estremo sud-est della Florida.

### Il mondo dei mammut
- Ambientazioni: Alaska - Canada

Conservati nei terreni ghiacciati dell'Alaska, si trovano gli indizi di una terra sconosciuta, dove buoi muschiati e cavalli selvatici vagavano a fianco ad uno dei più famosi mammiferi dell'Era Glaciale, il maestoso mammut lanoso, un enorme elefante preistorico che emigrò dall'Eurasia e arrivò nel Nord America attraversando il ponte di Bering, un mondo di feroci carnivori come il leone americano, abile nella caccia al bisonte delle steppe, ed Arctodus, il temibile orso dal muso corto.
Animali comparsi:
- Mammut lanoso
- Bue muschiato
- Cavallo selvaggio dello Yukon
- Bisonte delle steppe
- Saiga
- Ovis dalli
- Leone americano
- Arctodus

### Il mondo dei canyon
- Ambientazioni: Nevada

Oggi molte persone sperimentano i grandi fasti del Grand Canyon, il territorio dei puma, ma migliaia di anni fa era la casa anche di molti erbivori come il bradipo di Shasta, che si rifugiava nelle grotte; il colossale mammut columbiano ed il pacifico Camelops, tutte creature che erano sul menu sia dei nostri antenati e sia del più grande felide dai denti a sciabola che sia mai esistito, Smilodon.
Animali comparsi:
- Mammut columbiano
- Bradipo di Shasta
- Camelops
- Ovis canadensis
- Oreamnos americanus
- Smilodon
- Puma
- Gru canadese
- Condor

### L'oasi dell'Era Glaciale
- Ambientazioni: Florida

Uno dei posti più lussureggianti degli Stati Uniti è la Florida che per i lamantini, alligatori e uccelli acquatici che abbondano nelle sue chiare sorgenti è un vero e proprio paradiso. Ma durante l'Era Glaciale questo luogo era un paradiso caldo dove i primi coloni erano affiancati da docili erbivori come i tapiri e i capibara, assieme ad un gigantesco bradipo terricolo, Eremotherium. Qui, felidi dai denti a sciabola come Smilodon se la dovevano vedere faccia a faccia con puzzole, giaguari ed un armadillo gigantesco, Glyptotherium.
Animali comparsi:
- Mammut columbiano
- Mastodonte americano
- Glyptotherium
- Eremotherium
- Tapiro della California
- Capibara
- Smilodon
- Smilodonte
- Giaguaro

### Il bordo dei ghiacciai
- Ambientazioni: Washington

Le incantevoli foreste pluviali di Washington hanno una qualità senza tempo, ma durante l'Era Glaciale era un luogo diverso per i nostri antenati che, arrivando sulla costa, trovarono un paesaggio molto affascinante. Un luogo rigoglioso pieno di boschi aperti e tundre artiche, erano la casa dei caribù e di giganteschi elefanti come i mastodonti e i mammut, tutte potenziali prede dei più pericolosi carnivori, come Homotherium.
Animali comparsi:
- Mammut lanoso
- Mammut columbiano
- Mastodonte americano
- Homotherium

### Il Serengeti americano
- Ambientazioni: Colorado

Gli enormi mari erba delle Grandi Pianure oggi sono la patria di molte specie come i bisonti, i coyote e i cani della prateria . Ma in precedenza queste aree erano un maestoso Serengeti, popolato da molte specie di erbivori come i mammut columbiani, il più grande di tutti i mammut. Qui, felidi come il ghepardo americano, il leone americano e Smilodon cacciavano prede come le antilocapre, cavalli e bisonti.
Animali comparsi:
- Mammut columbiano
- Bisonte americano
- Antilocapra
- Ghepardo americano
- Camelops
- Cane della prateria
- Coyote
- Smilodon
- Leone americano
- Arctodus

### Mammut per Manhattan
- Ambientazioni: New York

L'incontro tra l'uomo e i grandi mammiferi dell'America del Nord divenne uno scontro inevitabile, provocando l'estinzione della megafauna. Ma alcuni di essi hanno imparato a prosperare con la presenza dei nostri antenati. Oggi molti di questi animali come le rondoni costruiscono i loro nidi nelle ciminiere di Portland, e le volpi rosse vivono libere nella periferia di Los Angeles, mentre le alci calpestano i giardini di Anchorage e i falchi rossi sorvolano i cieli di Manhattan.
Animali comparsi:
- Mammut lanoso
- Mammut columbiano
- Mastodonte americano
- Bisonte americano
- Bradipo di Shasta
- Alce
- Camelops
- Smilodon
- Volpe rossa